# Amplituda temperatury
Amplituda temperatury – wielkość charakteryzująca zmiany temperatury np. powietrza. Jest to różnica między największą a najmniejszą zmierzoną wartością temperatury w danym okresie.
- Amplituda roczna – rozpatrywany okres to jeden rok. Najmniejsza jest w okolicach równika, następnie zwiększa się wraz ze zbliżaniem się do biegunów. Inne czynniki wpływające na roczną amplitudę to wysokość (im wyżej, tym mniejsza), wilgotność klimatu czy ukształtowania powierzchni[1].
- Amplituda dobowa – okres wynosi 24 h. Największe wartości notujemy w strefie zwrotnikowej – najmniejsze na biegunach (w okresie nocy polarnej amplitudy dążą do zera). Maleje wraz ze wzrostem wysokości nad poziomem morza. Rośnie wraz z odległością od dużych zbiorników wodnych (w klimatach kontynentalnych, suchych jest większa). W górach dobowe amplitudy powietrza są stosunkowo niewielkie, natomiast inne czynniki powodują znaczne różnice w odczuwalnej temperaturze[1].